# Kallaste (Saaremaa)
Kallaste is een plaats in de Estlandse gemeente Saaremaa, provincie Saaremaa. De plaats heeft de status van dorp (Estisch: küla).
De plaats behoorde tot in oktober 2017 tot de gemeente Kihelkonna. In die maand ging Kihelkonna op in de fusiegemeente Saaremaa.

## Bevolking
Het dorp had 5 inwoners op 31 december 2011 en 31 inwoners op 31 december 2021.

## Ligging
Kallaste ligt aan de westkust van het eiland Saaremaa aan de baai Tagalaht, ten oosten van het schiereiland Tagamõisa.

## Geschiedenis
Kallaste werd pas in 1945 voor het eerst als dorp genoemd. De grond had vroeger toebehoord aan het landgoed van Pidula. In 1977 werd Kallaste bij het buurdorp Pidula gevoegd. In 1997 werd het weer een zelfstandig dorp.